# شمس أباد (غناباد)
شمس أباد (بالفارسية: شمس آباد) هي مستوطنة تقع في قسم كاخك الريفي في إيران.